# فويتشخ كووالتشيك
فويتشخ كووالتشيك (بالبولندية: Wojciech Kowalczyk)‏ (و. 1972  م) هو لاعب كرة قدم، من بولندا، ولد في وارسو، شارك في الألعاب الأولمبية الصيفية 1992، يلعب كمهاجم.

## جوائز
حصل على جوائز منها:
- Cypriot First Division top goalscorers [الإنجليزية]‏.

## روابط خارجية
- فويتشخ كووالتشيك على موقع الاتحاد الدولي (مؤرشف)  (الإنجليزية)
- فويتشخ كووالتشيك على موقع الاتحاد الأوربي (الإنجليزية)
- فويتشخ كووالتشيك على موقع قاعدة بيانات كرة القدم.إي يو (الإنجليزية)
- فويتشخ كووالتشيك على موقع ناشيونال فوتبول تيمز (الإنجليزية)
- فويتشخ كووالتشيك على موقع Soccerway.com (الإنجليزية)
- فويتشخ كووالتشيك على موقع أوليمبيديا (الإنجليزية)
- فويتشخ كووالتشيك على موقع اللجنة الأولمبية البولندية (مؤرشف) (البولندية)